# Telamoptilia prosacta
Telamoptilia prosacta är en fjärilsart som först beskrevs av Edward Meyrick 1918.  Telamoptilia prosacta ingår i släktet Telamoptilia och familjen styltmalar.
Artens utbredningsområde är:
- Fiji.
- Taiwan.
- Thailand.

Inga underarter finns listade i Catalogue of Life.